# Koldinghus
Il Koldinghus è un castello reale danese situato nella città di Kolding nella parte centro-meridionale della penisola dello Jutland. Il castello fu costruito nel XIII secolo e fu utilizzato dapprima come fortezza e poi come residenza reale, museo e luogo istituzionale per la firma di trattati o accordi in tempo di guerra.

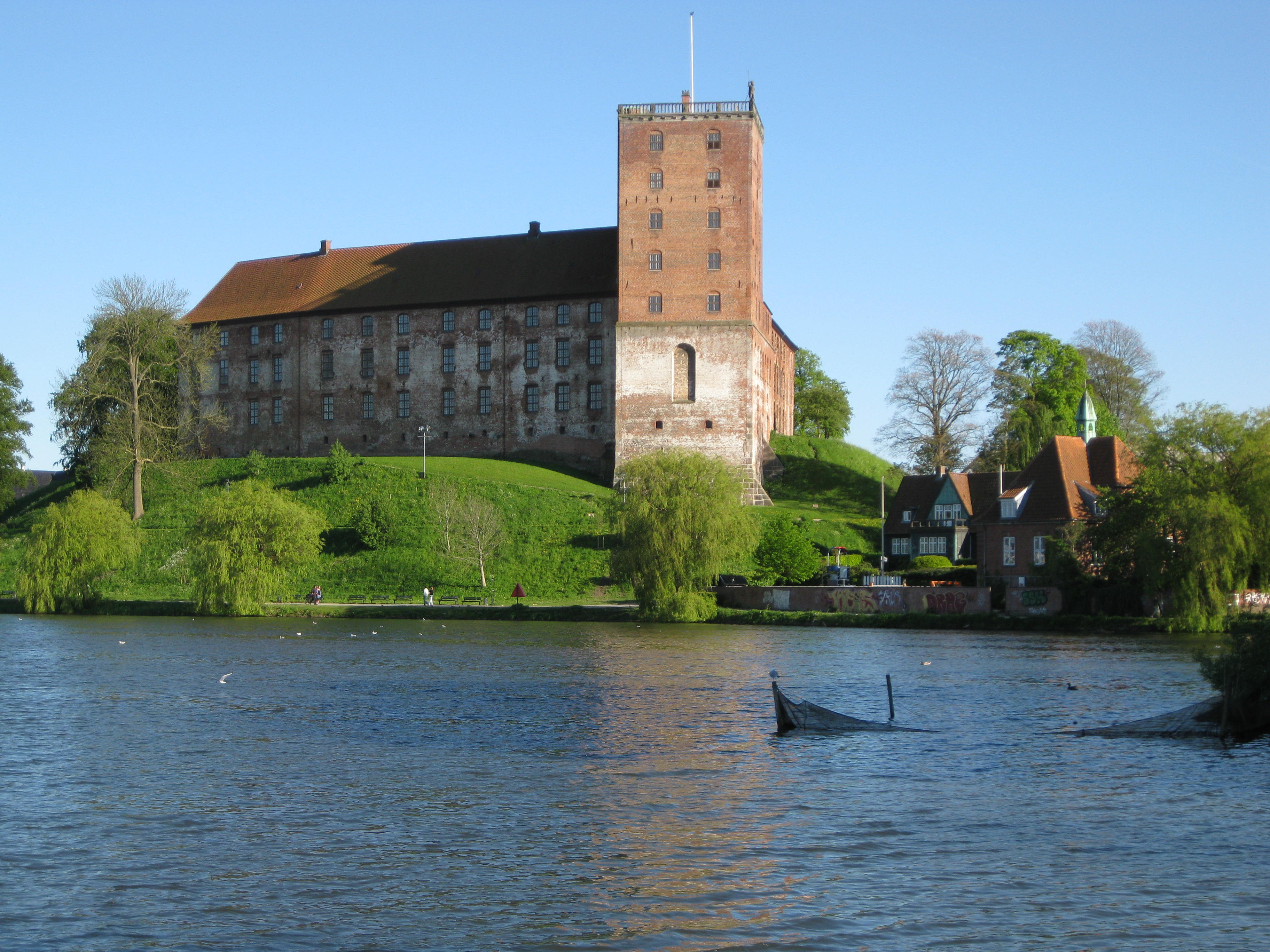
Vista del Castello

Oggi il castello viene utilizzato come museo, ospitando una collezione di mobili dal XVI secolo ad oggi, oggetti della cultura della chiesa romana e gotica, antichi dipinti danesi, artigianato incentrato su ceramiche e argento. Koldinghus è gestito dal Museo di Koldinghus, istituito nel 1890.

## Storia
La parte più antica rimasta del castello è il lato nord che si affaccia sul lago del castello, costruito originariamente dal re Cristoforo III (1441-1448). Il lato occidentale fu costruito successivamente dal re Cristiano I (1448-1481). Il re Cristiano III (1503-1559) costruì il lato sud e le piccole torri nel cortile.
Nel 1252 Abele, re di Danimarca (1218-1252), fu ucciso durante una spedizione in Frisia, lasciando il regno danese senza un capo. L'ordine naturale delle cose sarebbe stato quello di eleggere come re Valdemaro III, duca di Schleswig, che però si trovava in una cella di prigione a Colonia. Questo ha portato all'elezione del fratello di Abele, Cristoforo I, come nuovo re. Dopo l'assassinio di Cristoforo I nel 1259, fu eletto re suo figlio Eric V di Danimarca (1249-1286). All'epoca Eric aveva solo dieci anni e dovette affrontare le pretese al trono dei figli del re Abele, guidati da Eric I, duca di Schleswig.
Seguirono diverse guerre tra il re di Danimarca e il duca di Schleswig, finché non si decise di costruire una fortezza per difendere i confini meridionali dal fastidioso vicino. Fu nel contesto di questo intrigo dinastico che venne costruita Koldinghus. A Kolding, una collina nel centro della città fu scelta come sito per un castello. Fu scavato un fossato e furono erette delle palizzate di legno. In seguito questo diventerà Koldinghus.